# Gerard Moerdijk
Gerard Leendert Pieter Moerdijk (1890. március 4. – 1958. március 29.) dél-afrikai építész.

## Élete

### Ifjúkora
Moerdijk szülei holland bevándorlóként érkeztek az országba az 1800-as évek végén. A család sokat szenvedett a második búr háború során. Gerardot édesanyjával és négy testvérével együtt a standertoni koncentrációs táborba internálták.
A háború után Pretoriában élt.
Angliában építészetet tanult.

### Munkássága
Alkotásai főként Pretoria környékén találhatóak. Legismertebbek a Voortrekker-emlékmű és az Old Merensky épülete. Korai munkái közé tartozik a holland hadtest emlékműve.

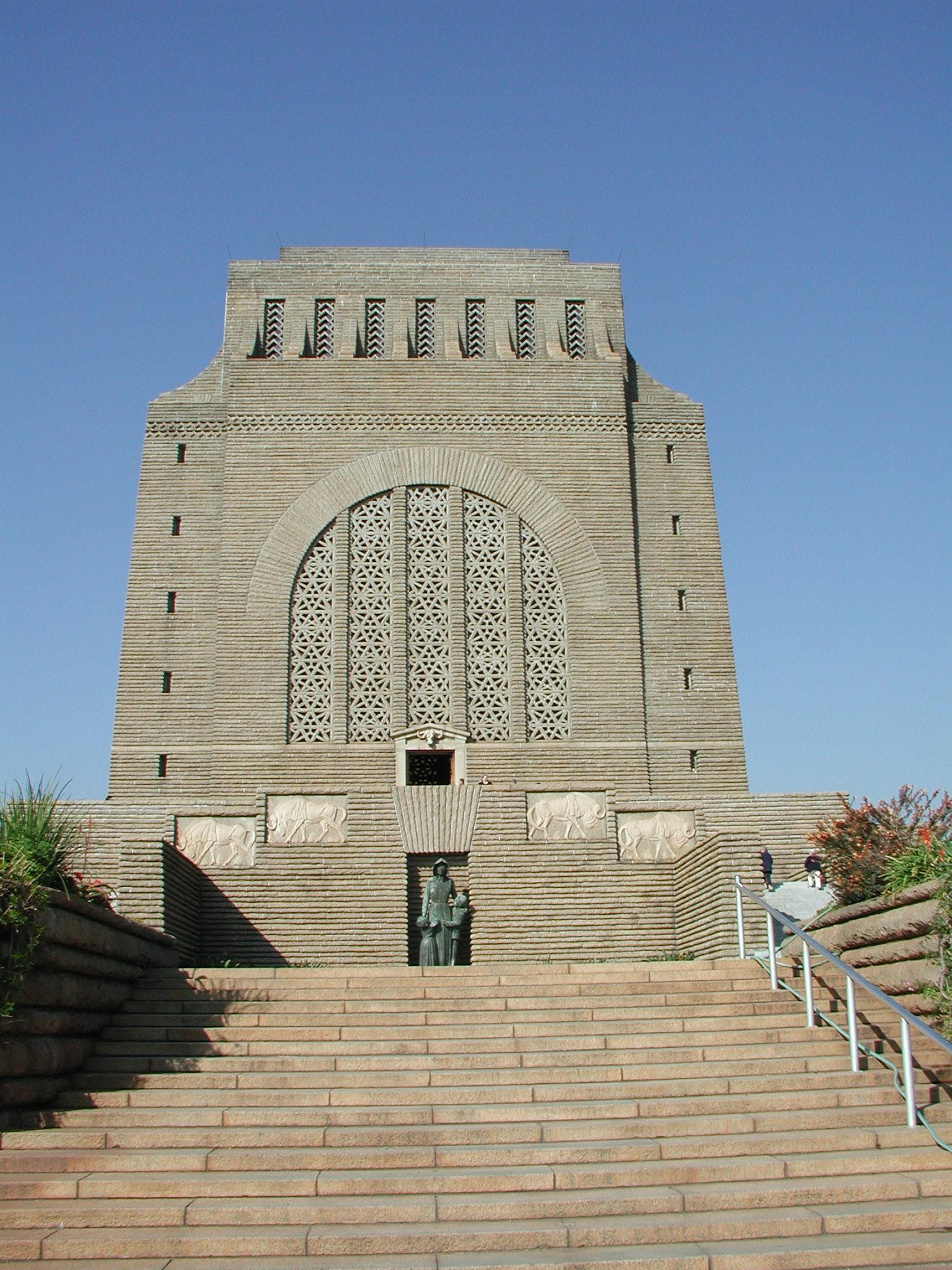
Voortrekker-emlékmű

### Emlékezete
- Pretoria városában a Gerard Moerdyk Restaurant nevű étterem őrzi emlékezetét.
- Pretoria városában található a Gerard Moerdyk Straat (utca)
- Pretoria városában található otthona, a Moerdjikhuis ma turistalátványosságként és vendégházként üzemel.

## Fordítás
- Ez a szócikk részben vagy egészben  a   Gerard Moerdijk című angol Wikipédia-szócikk fordításán alapul.  Az eredeti cikk szerkesztőit annak laptörténete sorolja fel. Ez a jelzés csupán a megfogalmazás eredetét és a szerzői jogokat jelzi, nem szolgál a cikkben szereplő információk forrásmegjelöléseként.

1. 1 2  Structurae (angol nyelven). (Hozzáférés: 2017. október 9.)